# ホラ (民俗舞踊)

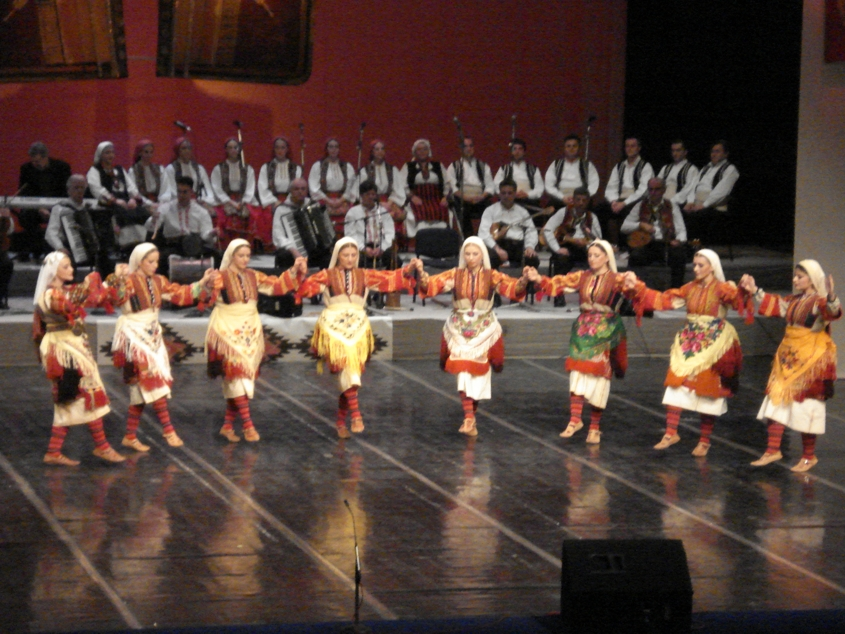
マケドニア共和国の伝統的なオロ

ホラ(hora)はバルカン半島地域由来の輪舞の一種で、ホロ(horo)、オロ(oro)などとしても知られている。バルカン半島以外の国々でもみられる。

## 語源
綴りは国によって多少異なるが、踊りを指すギリシャ語のコロス(ギリシア語: χορός)と同義語で、古代ギリシャの芸術形態のホレイア(古代ギリシア語: χορεία)に由来する。ギリシャ語のホロスの元々の意味は「輪」である。ギリシャ・ローマ風に、季節の移り変わりは象徴的にホーラーの踊りとも言われており、転じて、春の花、香り、優雅な新鮮さとの意味も持つようになっている。
ホラやオロの言葉は多くのスラヴ語派言語に見いだされ、「（踊りの）輪」意味を持つ。動詞 oriti は「話す、聞こえる、歌う」の意味を持ち、元々は「祝福する」との意味であった。
ギリシャ語でのホロス(ギリシア語: χορός)は、ギリシア語ポントス方言ではホロン、ブルガリア語でホロ(ブルガリア語: хоро)、ルーマニア語でホラ(ルーマニア語: horă)、かつてのユーゴスラビア社会主義連邦共和国ではコロ(セルビア・クロアチア語: kolo)或いはオロ(マケドニア語: оро)、トルコ語でホラ(トルコ語: hora)、アルバニア語でヴァレ(アルバニア語: valle)、ヘブライ語でホラ(ヘブライ語: הורה)
と同義である。
ジョージア語のホルミ(グルジア語: Khorumi)との言葉は、アジャリア自治共和国地域から伝わってきている。その住人のカルトヴェリ語族のラズ人はギリシャのポントス人と何世紀もの間共存してきており、ホルミという言葉は、隣接するトルコの黒海沿岸のホロンという言葉とつながっているとみられている。

## ルーマニアとモルドバのホラ

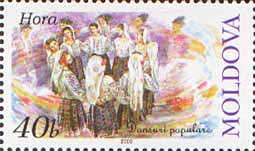

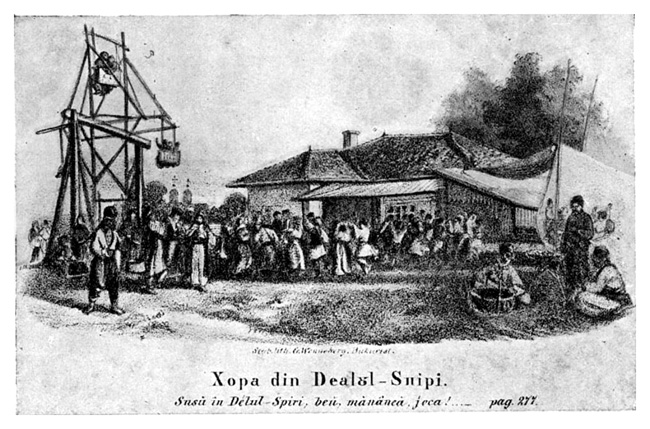
Dealul Spirii (Spirii Hill)でのホラ, Bucharest (1857 石版画)

ホラ(ルーマニア語: horă)(複数形：hore) は伝統的なルーマニアの民俗舞踊であり、踊り手達は互いに手をつなぎ円周上を回るように踊る（通常は反時計回り）。一般的な伴奏楽器は、ツィンバロム, アコーディオン, ヴァイオリン, ヴィオラ, コントラバス, サクソフォーン, トランペット 又は パンパイプ。
ホラは結婚式のお祝いや祭りで人気があり、農村地域における重要な社交場の娯楽である。 最も有名なホラのひとつが、Hora Unirii（"連帯のホラ"）で、1859年にワラキア公国とモルダヴィア公国が統合してルーマニア王国が成立した時に、その成立を賛美する歌がルーマニア人の愛国の歌となった。
ルーマニアとブルガリアがＥＵに加盟した2006年の大晦日の祝賀の間、ルーマニアの人々は欧州の歌(歓喜の歌 ルーマニア語: Odă bucuriei)のへ賛辞として、Hora Bucuriei（"喜びのホラ"）をブカレスト中の大通りで踊っていた。
ホラの最も大きな円のいくつかは、ギリシャのピンドス山脈にて地元のアルーマニア人によって行われたものがあり、マナキス兄弟によって撮影された20世紀初頭の映画で見ることができる。

## ブルガリアのホロ

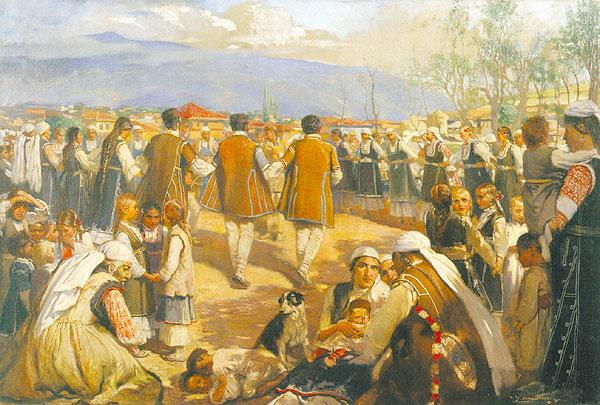
ブルガリアのショップ地方のホロ

伝統的なブルガリアのホロ(ブルガリア語: хоро)には多くの形態がある。輪になる必要はなく、曲がった列でも踊られる。ホロのステップは非常に多様である。
結婚式で通常踊られるホロは５種類以上あり、それぞれ音楽のリズムと踏むステップが異なる。おそらくブルガリアにて民間に伝承されているホロは１００種類以上ある。
かつては、ブルガリアではホロに社会的な地位があった。主にコンテストや舞台などの娯楽のためで、多様な踊りの発展につながっていった。５分から１０分で学ぶことができる、あまり技能を要さないホロもあるが、数多くの単純なホロに精通していなければ身に付けることができない、非常に洗練されたホロもある。

## マケドニアのオロ

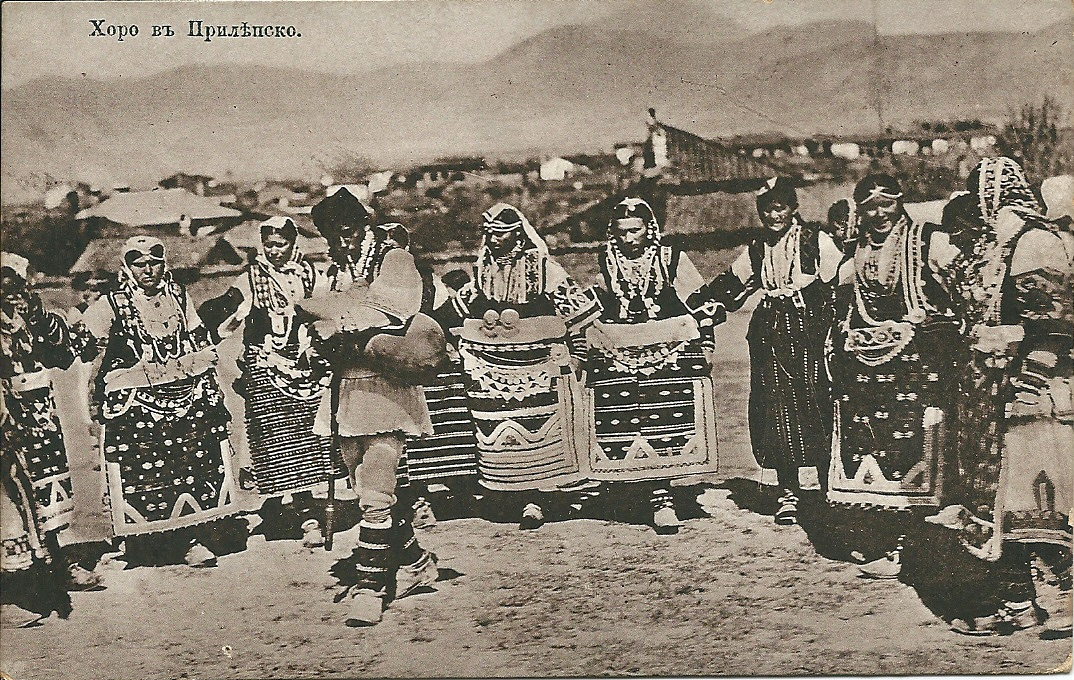
オロを踊るプリレプの女性。２０世紀初頭

マケドニアでは踊りを オロ(マケドニア語: оpo)と呼ぶ。マケドニアのオロの起源は、社交的なもの、祝賀的なもの、戦場に向かう前に士気を高めるような歴史的なもの、など様々である。例えば、テシュコトは「困難なもの」との意味で男性だけで踊る踊りの一つであり、その音楽は戦争の悲しみと雰囲気を反映している。
オロは男性達と女性達が手をつないで輪になって踊る。結婚式、洗礼、聖名祝日、国家や宗教上の休日、卒業、誕生日などの行事を祝うために踊りが用いられる。

## モンテネグロのオロ
モンテネグロとヘルツェゴビナでは、オロは固有の意味を持ち、求愛のダンス(オロ・ダンス)を指す。セルビア語で「鷲」を意味するораоという言葉に由来する。

## トルコのホラ
主にトルコのヨーロッパ側で踊られている。

## ロマのオロ
東ヨーロッパのロマの人々の中でもオロは一般的で、その踊りは実際のところ近隣の民族の踊りと似ている。バルカン地域のロマ以外の人々にも概してロマのオロとロマ音楽は非常に高く評価されており、その他の民俗音楽についても「巧みな演奏家」としての評判を得ている。

## クレズマー音楽でのホラ
クレズマー音楽でのホラ(Horah) はルーマニアの伝統的なホラと同じものである。ゆっくりとした3拍子の跛行のような動きと、大抵はそれに続く速い freylekh や　bulgar へと続く。

## イスラエルのホラ
ユダヤ人のホラ(ヘブライ語: הורה)は、東ヨーロッパの国々の踊りと幾分異なる。ホラはユダヤ人のディアスポラとともに広がり、近代のイスラエルの民俗舞踊における基盤としての役割を果たしてきた。またそれは社会主義的な農業シオニスト運動による国の再建の象徴となった。実際には、 1924 年に最初に踊られたHora Agadati によって、人気が高まったと主張する者もいる。この曲は伝統性を考慮しているとはいえ、この曲の振付師で踊り手の Baruch Agadati の名前にちなんで命名されたものである。
ホラは通常イスラエルの音楽で踊られるが、時折ハバ・ナギラのようなユダヤの歌を用いることもある。
踊るときには、皆で輪を作り、手をつなぐ、あるいは背中や肩で手を組み、大人数で踊るときには何重もの同心円を作ることもある。初期の頃はキブツや小さな共同体で行われて、しばしば何時間も踊っていた。
ホラは徐々にイスラエル中で集団で踊られるようになり、イスラエルのみならずアメリカ合衆国やイギリス、カナダのユダヤ人たちが、婚礼やそのほかの祝賀の場で踊るようになった。踊りは近代のイスラエルの独立前の20世紀の初期に既にアメリカ合衆国で見られており、それらは東欧からの移民ユダヤ人によって持ち込まれた踊りであった。
ユダヤ教徒の成人式でホラを踊る間、その成人と、時にはその家族も椅子に上げることが慣例である。イスラエルの伝統に則って、多くのユダヤ人の結婚式でも行われる。
アヴィ・トレンダーノがユーロビジョン・ソング・コンテスト1982でイスラエル代表として歌った「ホラ」は、踊りのホラのことを基にしている。

## 関連リンク
- How to dance the Hora, 2018/07/27閲覧
- Jewish Virtual Library, 2018/07/27閲覧